# 国家の象徴の一覧
国家の象徴の一覧（こっかのしょうちょうのいちらん）は、国旗や国歌といった国家の象徴の一覧である。
- 国旗 - 国旗の一覧
- 国章 - 国章の一覧
- 国歌 - 国歌の一覧
- 国獣
- 国鳥
- 国樹の一覧（英語版）
- 国花
- 国果
- 国石
- 建国者の一覧（英語版） - 国民の父
- ナショナルカラー
- 国技
- 国民舞踊の一覧（英語版）
- 国の楽器の一覧（英語版）
- 国民食
- 国民詩人（英語版）
- 民族叙事詩
- 国の神（英語版）